# Edise
Edise is een plaats in de Estlandse gemeente Jõhvi, provincie Ida-Virumaa. De plaats heeft de status van dorp (Estisch: küla).

## Bevolking
Het dorp had 165 inwoners op 31 december 2011 en 187 inwoners op 31 december 2021.